# Edna Purviance

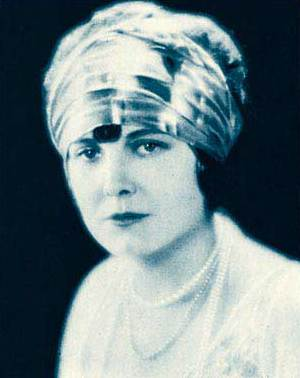
Edna Purviance

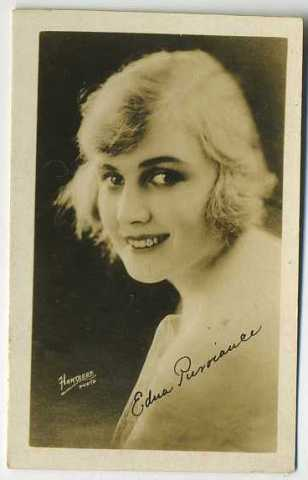
Edna Purviance (Fred Hartsook, 1910er-Jahre)

Olga Edna Purviance (* 21. Oktober 1895 in Paradise Valley, Nevada; † 11. Januar 1958 in Hollywood, Los Angeles, Kalifornien) war eine US-amerikanische Filmschauspielerin der Stummfilmära. Bekannt wurde sie vor allem als weibliche Hauptdarstellerin von über 30 frühen Filmen von Charlie Chaplin.

## Leben
Edna Purviance wurde als Kind von Louis und Madison Gates Purviance in Paradise Valley in Nevada geboren. Als sie drei Jahre alt war, zog sie mit ihren Eltern nach Lovelock, wo diese ein Hotel führten. 1902 kam es zur Scheidung der Eltern, und Ednas Mutter heiratete den deutschen Klempner Robert Nurnberger. Schon als Kind zeigte Edna Purviance künstlerisches Talent: Sie war eine begabte Klavierspielerin. 1913 verließ sie Lovelock und besuchte in San Francisco eine Handelsschule, um Stenographin zu werden. Vor ihrer Entdeckung als Schauspielerin war sie als Sekretärin beschäftigt.
1915 arbeitete der Komiker Charles Chaplin an seinem zweiten Film für Essanay, für den er noch eine Hauptdarstellerin benötigte. Einem befreundeten Schauspieler war ein hübsches Mädchen in einem Café in San Francisco aufgefallen (vielleicht, weil Edna gelegentlich ihre Ente an einer Leine spazieren führte). Chaplin traf sich mit der zu diesem Zeitpunkt 19-jährigen Purviance, und obwohl er ihre ernste Ausstrahlung anfänglich als ungeeignet für Komödien ansah, bekam sie die Rolle: „Sie war mehr als hübsch, sie war schön. Während des Gesprächs wirkte sie traurig und ernst. Nachher erst erzählte sie mir, dass sie Liebeskummer hatte. Ich zweifelte daran, dass sie schauspielern konnte oder überhaupt Humor hatte, so ernst wirkte sie. Wir engagierten sie dennoch. Meine Filme schmücken würde sie auf jeden Fall.“ Auch im Privatleben waren Chaplin und Purviance für zwei Jahre bis 1917 ein Paar. Die Beziehung zerbrach an Chaplins Affäre mit Mildred Harris, doch die berufliche Zusammenarbeit zwischen Chaplin und Purviance endete dadurch nicht.
Purviance trat innerhalb von acht Jahren in 35 Stummfilmen von Chaplin auf, meistens als attraktive und freundliche Leading Lady an seiner Seite. Sie spielte unter anderem die schöne Tingeltangelsängerin in Ein Hundeleben sowie die leidende Mutter in The Kid. 1923 besetzte Chaplin Purviance in seinem Filmdrama Die Nächte einer schönen Frau in der Hauptrolle. Sie spielt darin eine junge französische Frau vom Lande, die mit ihrem Liebhaber nach Paris fliehen will, nachdem sie von ihrer Familie verstoßen wurde. Chaplin wollte sie zum Dank für ihre Treue mit diesem Film zum Star machen, doch Die Nächte einer schönen Frau wurde zum kommerziellen Misserfolg. Edna Purviance spielte nur noch in zwei weiteren Filmen: In A Woman of the Sea (1926), unter der Regie von Josef von Sternberg und von Chaplin produziert – der Film kam jedoch nie in den Verleih; sowie im französischen Film Education de Prince (1926). Danach setzte sich Edna Purviance als Schauspielerin zur Ruhe.
1938 heiratete Purviance den Piloten John P. Squire, mit dem sie bis zu seinem Tod im Jahre 1945 verheiratet war. Mit Charlie Chaplin blieb sie bis zu ihrem Tod in Kontakt, und er unterstützte sie finanziell bis zu ihrem Tod. Bei Monsieur Verdoux – Der Frauenmörder von Paris wollte Chaplin laut seiner Biografie Purviance ursprünglich in einer größeren Rolle besetzen, was aber nicht zustande kam.
Edna Purviance verstarb im Januar 1958 im Alter von 62 Jahren an einem Kopf-Hals-Karzinom. Ihr Grab befindet sich auf dem Grand View Memorial Park Friedhof in Glendale, Kalifornien.
In Richard Attenboroughs Chaplin wird Edna von Penelope Ann Miller gespielt.

## Filmografie

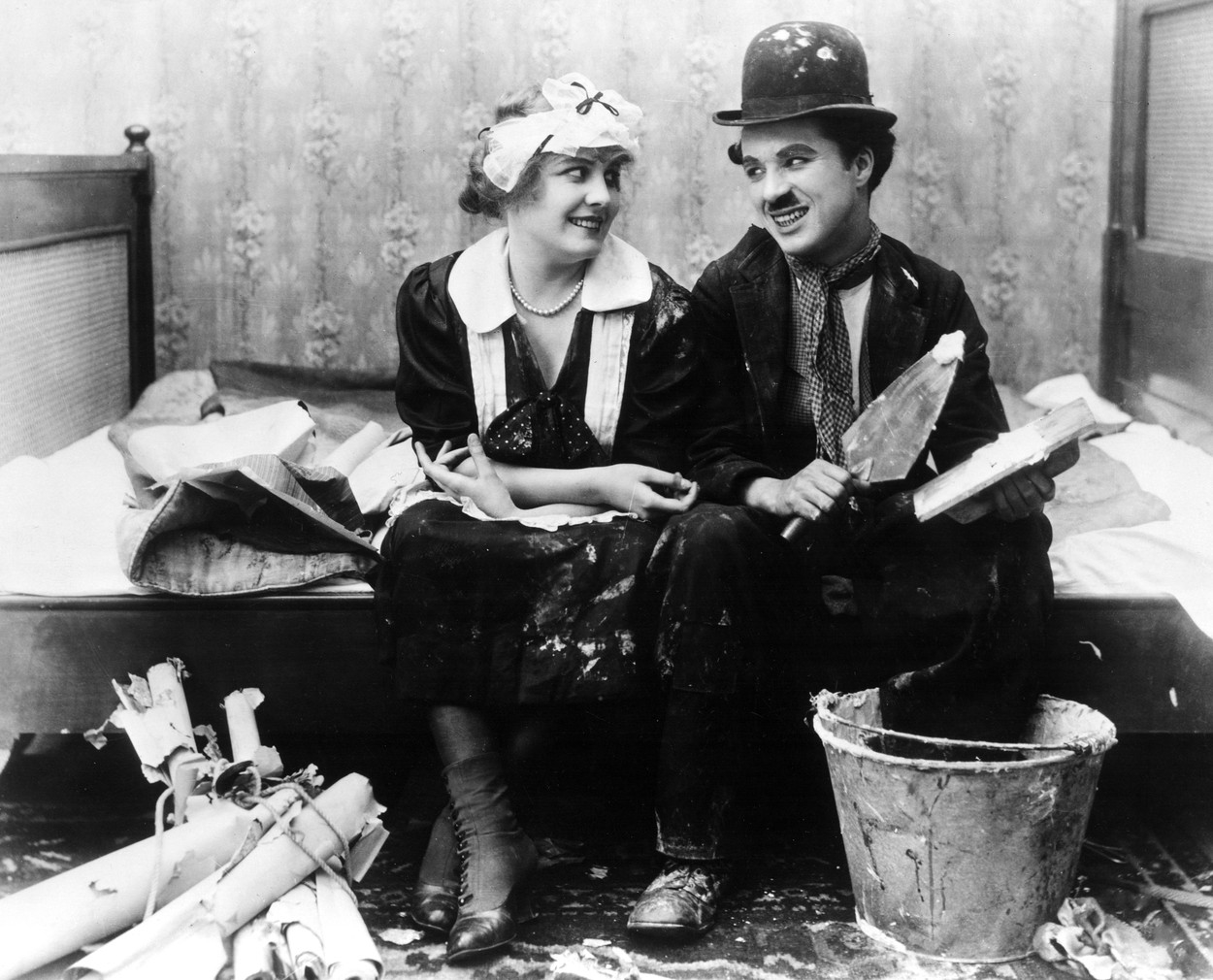
Charlie Chaplin mit Edna Purviance (1915)

- 1915: Eine verbummelte Nacht (A Night Out, Kurzfilm)
- 1915: Der Champion (The Champion, Kurzfilm)
- 1915: Im Park (In the Park, Kurzfilm)
- 1915: Entführung (A Jitney Elopement, Kurzfilm)
- 1915: Der Tramp (The Tramp, Kurzfilm)
- 1915: An der See (By the Sea)
- 1915: Arbeit (Work, Kurzfilm)
- 1915: Eine Frau (A Woman, Kurzfilm)
- 1915: Die Bank (The Bank, Kurzfilm)
- 1915: Gekidnappt (Shanghaied, Kurzfilm)
- 1915: Eine Nacht im Variété (A Night in the Show, Kurzfilm)
- 1916: Charlie Chaplins Carmen-Parodie (Burlesque on Carmen, Kurzfilm)
- 1916: Polizei (Police, Kurzfilm)
- 1916: Der Ladenaufseher (The Floorwalker, Kurzfilm)
- 1916: Der Feuerwehrmann (The Fireman, Kurzfilm)
- 1916: Der Vagabund  (The Vagabond, Kurzfilm)
- 1916: Der Graf (The Count, Kurzfilm)
- 1916: Das Pfandhaus (The Pawnshop, Kurzfilm)
- 1916: Hinter der Leinwand (Behind the Screen, Kurzfilm)
- 1916: Die Rollschuhbahn (The Rink, Kurzfilm)
- 1917: Leichte Straße (Easy Street, Kurzfilm)
- 1917: Die Kur (The Cure, Kurzfilm)
- 1917: Der Einwanderer (The Immigrant, Kurzfilm)
- 1917: Der Abenteurer (The Adventurer, Kurzfilm)
- 1918: Ein Hundeleben (A Dog’s Life, Kurzfilm)
- 1918: Triple Trouble (Kurzfilm)
- 1918: Die Anleihe (The Bond, Kurzfilm)
- 1918: Gewehr über (Shoulder Arms, Kurzfilm)
- 1918: Wie man Filme macht (How to Make Movies, Kurzfilm)
- 1919: Auf der Sonnenseite (Sunnyside, Kurzfilm)
- 1919: Vergnügte Stunden (A Day’s Pleasure, Kurzfilm)
- 1921: Der Vagabund und das Kind (The Kid)
- 1921: Die feinen Leute (The Idle Class)
- 1922: Zahltag (Pay Day, Kurzfilm)
- 1923: Der Pilger (The Pilgrim)
- 1923: Die Nächte einer schönen Frau (A Woman of Paris)
- 1926: A Woman of the Sea (Film unveröffentlicht)
- 1927: Éducation de prince
- 1947: Monsieur Verdoux – Der Frauenmörder von Paris (Monsieur Verdoux, nicht genannt)
- 1952: Rampenlicht (Limelight, nicht genannt)